# Пенс (Вісконсин)
Пенс (англ. Pence) — місто (англ. town) в США, в окрузі Айрон штату Вісконсин. Населення — 160 осіб (2020).

## Демографія
Згідно з переписом 2010 року, у місті мешкали 163 особи в 75 домогосподарствах у складі 57 родин. Було 143 помешкання
Расовий склад населення:
| - 98,8 % — білих - 1,2 % — чорних або афроамериканців |

До двох чи більше рас належало 0,0 %. Частка іспаномовних становила 0,0 % від усіх жителів.
За віковим діапазоном населення розподілялося таким чином: 14,7 % — особи молодші 18 років, 54,6 % — особи у віці 18—64 років, 30,7 % — особи у віці 65 років та старші. Медіана віку мешканця становила 50,9 року. На 100 осіб жіночої статі у місті припадало 106,3 чоловіків;  на 100 жінок у віці від 18 років та старших — 113,8 чоловіків також старших 18 років.
Середній дохід на одне домашнє господарство  становив 44 016 доларів США (медіана — 48 125), а середній дохід на одну сім'ю — 49 280 доларів (медіана — 50 893). Медіана доходів становила 27 250 доларів для чоловіків та 21 818 доларів для жінок. За межею бідності перебувало 17,1 % осіб, у тому числі 15,2 % дітей у віці до 18 років та 4,2 % осіб у віці 65 років та старших.
Цивільне працевлаштоване населення становило 74 особи. Основні галузі зайнятості: освіта, охорона здоров'я та соціальна допомога — 39,2 %, оптова торгівля — 18,9 %, мистецтво, розваги та відпочинок — 10,8 %, роздрібна торгівля — 9,5 %.